# Бродецький цукровий завод
Бродецький цукровий завод — підприємство харчової промисловості у селищі міського типу Бродецьке, Вінницька область, Україна, яке припинило своє існування.

## Історія
Цукровий завод на східній околиці села Бродецьке, Махнівська волость, Бердичівський повіт, Київська губернія, Російська імперія, побудований в 1898 році. У сезон цукроваріння 1900-1901 року він переробляв 2656 берківців цукрових буряків на добу.
В цей час умови роботи були важкими, тривалість робочого дня становила 12 годин, а зарплата була низькою. У ніч на 17 вересня 1903 року, на знак протесту проти неправильного розрахунку дирекції з працівником П. Близнюком і необґрунтованого покарання трьох інших робітників, 87 з 300 робітників заводу розпочали страйк, вимагаючи приїзду фабричного інспектора. Страйк викликав переполох у власників заводу і місцевої влади, і на наступний день було укладено мирову угоду, згідно з якою П. Близнюку виплатили належні гроші.
Під час революції 1905-1907 в квітні - травні 1905 року в повіті мали місце стихійні протестні виступи наймитів, що вирощували цукрові буряки для заводу, які вимагали підвищення заробітної плати. Після Лютневої революції виступи поновилися, і вже 23 травня 1917 року для них був встановлений 8-годинний робочий день, а оплату праці збільшили з 1 рубля 75 копійок до 3 рублів 50 копійок в день.

### 1918 - 1991
Після Жовтневої революції 1917 року тут була проголошена радянська влада, проте селище і повіт зайняли австро-німецькі війська (які залишалися тут до листопада 1918 року). Надалі, під час перших визвольних змагань, влада в селищі кілька разів змінювалася.
Після закінчення бойових дій почалося відновлення господарства, однак, у зв'язку з різким скороченням посівів цукрових буряків і нестачею сировини, у 1920 році завод працював тільки 11 днів, а потім був законсервований. У 1921 році створений радгосп (з 4077 гектарами землі), в результаті об'єднання якого з цукровим заводом був створений Бродецький цукровий комбінат. В ході ліквідації неписьменності на підприємстві була створена заводська бібліотека.
Окрім врожаю радгоспу, комбінат переробляв цукровий буряк, вирощений селянами-одноосібниками. З 1923 року завод регулярно видавав селянам кредити на вирощування цукрових буряків, надавав в оренду сільгоспінструмент, ремонтував селянський сільгоспінвентар. Робітники заводу надавали селянам допомогу в збиранні врожаю буряків та доставці її на завод. Для підвищення врожайності та поширення наукових знань і нових методів обробки землі в 1925 році в Бродецькому було створено товариство буряководів.
У 1926 році почалася реконструкція комбінату, завершена на початку 1930-х років. Замість колишнього одноповерхового дерев'яного приміщення побудована нове цегляна будівля, застаріле обладнання замінили новою технікою. В результаті, вже в сезон цукроваріння 1932-1933 завод переробляв 8288 центнерів буряка на добу, а в сезон 1935-1936 рр. - 9605 центнерів.
В середині 1930-х років комбінат став одним з передових підприємств цукрової промисловості СРСР, він неодноразово займав перші місця по добовому випуску продукції, економного витрачання палива і точного виконання планів виробництва. У 1935 році комбінат досяг найвищих показників у країні за паливною ефективністю використання палива (7,27% від ваги переробленої сировини). За вміле керівництво в 1936 році директор підприємства Анатолій Михайлович Батаміров був нагороджений орденом Леніна.
Пізніше в селі був побудований заводський клуб.
З 16 липня 1941 до 8 січня 1944 року, під час Німецько-радянської війни, село окуповане німецько-румунськими військами. При відступі німецькі війська зруйнували колгосп, радгосп і школу, серйозно пошкодили обладнання на цукровому заводі.
Проте, вже восени 1944 року завод почав виробництво і до кінця року виробив 62 682 пудів цукру, заощадивши велику кількість вугілля. За результатами роботи в 1944 році наркомат харчової промисловості СРСР визнав Бродецький цукровий завод кращим підприємством цукрової промисловості СРСР.
Надалі згідно з четвертим п'ятирічним планом щодо розвитку національної економіки СРСР збільшив обсяги виробництва - до 12,5 тис тонн в 1947 році.
У 1957 році почалася нова реконструкція заводу. Підприємство було повністю електрифіковано, тут були встановлені автоматичні центрифуги, паросиловий цех був автоматизований, вантажно-розвантажувальні роботи на кагатних полях були механізовані.
У 1959 році заводська автоколона була виділена зі складу заводу в самостійне автотранспортне підприємство.
У 1962 році від станції Козятин до заводу була прокладена 1524-мм залізнична гілка, що спростила доставку сировини і вивезення продукції.
У 1965-1970 рр. на заводі побудували нову станцію очищення буряка, автоматизували сушильно-пакувальне відділення, встановили автоматичний дифузійний апарат безперервної дії і виконали інші роботи по підвищенню продуктивності.
В результаті, в 1970 році Бродецький цукровий завод став одним з передових підприємств цукрової промисловості Вінницької області. У цей час переробна потужність підприємства становила 17 тис. центнерів буряка на добу, загальна чисельність робітників - 900 осіб.
Загалом, за радянських часів цукровий комбінат входив в число провідних підприємств селища і району, на його балансі знаходилися житловий фонд і об'єкти соціальної інфраструктури.

### Після 1991
Після проголошення незалежності України завод перейшов у відання Державного комітету харчової промисловості України. 
У жовтні 1995 року Кабінет міністрів України затвердив рішення про приватизацію цукрового заводу і забезпечував його сировиною бурякорадгоспу. Надалі державне підприємство було перетворено у відкрите акціонерне товариство.
Економічна криза 2008 року ускладнила становище підприємства. У 2008 році завод збільшив збитки на 60% (до 5,7 млн гривень). У 2009 році завод скоротив збитки на 46,7% (до 3 млн гривень), однак чистий дохід скоротився на 80,9% - до 4,8 млн гривень.
У серпні 2010 року господарський суд Вінницької області порушив справу про банкрутство заводу.
У червні 2015 року завод почали розбирати на металобрухт, що викликало протести місцевих жителів. Вранці 15 червня 2015 року біля 60 жителів перекрили автодорогу Житомир - Могилів-Подільський. 16 жовтня 2015 року перекрито дві автотраси, але в подальшому рух по автодорогах відновлено.